# Shasiri Nahimana
Shasiri Nahimana (ur. 5 sierpnia 1993 w Bużumburze) – burundyjski piłkarz grający na pozycji ofensywnego pomocnika. Od 2023 gra w klubie Bandari FC.

## Kariera klubowa
Swoją karierę piłkarską Nahimana rozpoczął w klubie AS Inter Star. W 2012 roku zadebiutował w jego barwach w burundyjskiej pierwszej lidze. W latach 2014–2016 był piłkarzem Vital’O FC. W sezonie 2014/2015 sięgnął z nim po dublet - mistrzostwo i Puchar Burundi, a w sezonie 2015/2016 - po mistrzostwo. W latach 2016–2018 był zawodnikiem rwandyjskiego Rayon Sports FC, z którym w sezonie 2016/2017 został mistrzem Rwandy. W 2018 grał w omańskim Nizwa Club, a na początku 2019 przeszedł do saudyjskiego Al-Mujazzal Club. W sezonie 2019/2020 był piłkarzem innego saudyjskiego klubu Al-Entesar Club. W 2020 trafił do Futuro Kings FC z Gwinei Równikowej. W 2021 wrócił do Burundi i został piłkarzem klubu Bumamuru FC. W 2022 zdobył z nim Puchar Burundi. W 2023 przeszedł do kenijskiego Bandari FC.

## Kariera reprezentacyjna
W reprezentacji Burundi Nahimana zadebiutował 7 lipca 2013 roku w zremisowanym 1:1 meczu Mistrzostw Narodów Afryki 2014 z Sudanem, rozegranym w Bużumburze. W 2019 roku został powołany do kadry do na Puchar Narodów Afryki 2019. Wystąpił w nim w dwóch meczach grupowych: z Nigerią (0:1) i z Madagaskarem (0:1).